# ÁVT IVm
A IVm osztályú mozdonyok az Osztrák–Magyar Államvasút-Társaság (ÁVT/OMÁV) helyi személyvonati szertartályos gőzmozdonyai voltak.

## Története
A 62 mozdonyt 1881 és 1892 között gyártotta az ÁVT (StEG) mozdonygyára. A mozdonyok belsőkeretesek voltak külső vezérléssel és a IVm kategóriába sorolták őket, 1897-től pedig a 32 sorozatba. A StEG 32.28 (kkStB 166.28 mozdony kazánját átalakították (lásd a táblázatot).
A magyar rész államosítása után az ÁVT 22 mozdonyt átadott a MÁV-nak, ahol a MÁV TIIIb 3221–3242 (később MÁV TIIIb 3921-3942 ,majd MÁV TIIIb 3977–3998) pályaszámokat kapták. Végül 1911-től a 350 sorozatba osztották be őket őket.
Az osztrák rész az államosítás után 1909-ben a kkStB 40 mozdonyt a 166 sorozatba osztotta be. Az első világháborút követően ezekből 23 db a BBÖ állományába került, melyeket 1932-ig selejteztek.
A ČSD 16 db-ot kapott, ezeket a 334.5 sorozatba sorolták. Az utolsó gépet 1961 elején selejtezték.

## Fordítás
- Ez a szócikk részben vagy egészben  a   StEG II 860–921 című német Wikipédia-szócikk fordításán alapul.  Az eredeti cikk szerkesztőit annak laptörténete sorolja fel. Ez a jelzés csupán a megfogalmazás eredetét és a szerzői jogokat jelzi, nem szolgál a cikkben szereplő információk forrásmegjelöléseként.